# Gerry Conway (músico)
Gerry Conway (King's Lynn, Norfolk, 11 de septiembre de 1947 - 29 de marzo de 2024) fue un baterista y percusionista de folk y rock inglés. Actuó con la banda de acompañamiento de Cat Stevens en la década de 1970, con Jethro Tull durante la década de 1980 y fue miembro de Fairport Convention de 1998 a 2022. También trabajó como músico de sesión. Estuvo casado con la vocalista Jacqui McShee, la cantante de la banda Pentangle, de la que también era miembro.

## Biografía

### Primeros años
Conway nació en King's Lynn, Norfolk, el 11 de septiembre de 1947. Aprendió a tocar la batería para bandas escolares en la escuela secundaria de Londres. Cuando tenía 13 años fue invitado a unirse a la orquesta de Chico Arnéz, pero sus padres decidieron que no. Dejó la escuela cuando tenía dieciséis años y trabajó en EMI Records. Luego se convirtió en miembro de una de las bandas del sello, tocando música caribeña. Durante 1964 trabajó con Alexis Korner. En 1968 se unió a la banda de folk rock Eclection con el músico australiano Trevor Lucas. También trabajó con la novia de éste, Sandy Denny, de Fairport Convention, en la banda Fotheringay.

### Carrera musical
En la década de 1970 fue el baterista de la banda Fotheringay y de Eclection, entre cuyos miembros se encontraban Kerrilee Male, Georg Kajanus [como George Hultgreen], Michael Rosen y Trevor Lucas. En sus primeros años, Steeleye Span también contrató los servicios de Conway, que era amigo de la banda. Conway tocó su ahora clásica canción Dark-Eyed Sailor y varias otras de su primer álbum, Hark! The Village Wait (1970), que también contó con contribuciones de Dave Mattacks, a quien Conway luego reemplazó en Fairport. Sus trabajos de estudio también incluyen los álbumes debut en solitario de Sandy Denny, Iain Matthews y Shelagh McDonald, y apariciones en álbumes de Wizz Jones, John Cale, Jim Capaldi y otros. También fue uno de los bateristas de What's for Us, el álbum debut de Joan Armatrading en 1972.
Realizó giras y grabaciones como miembro de la banda de Cat Stevens durante seis años y fue un miembro constante de la banda de acompañamiento a mediados de la década de 1970, incluso en los álbumes Teaser and the Firecat y Catch Bull at Four. Cuando Stevens abandonó su carrera musical pop a finales de la década, Conway actuó en Daydo, el álbum solista de corta duración del cantautor Alun Davies, otro miembro de la banda de Stevens. Durante la década de 1980, Conway también realizó giras y grabó con Kate & Anna McGarrigle.
Conway se unió a Jethro Tull para su álbum The Broadsword and the Beast y también tocó en su álbum ganador del premio Grammy, Crest of a Knave.
Aunque no aparece en ninguno de sus álbumes de estudio, Conway fue miembro de la banda en vivo de Richard Thompson durante varios años en la década de 1980, apareciendo en las giras de los álbumes Hand of Kindness, Across a Crowded Room y Daring Adventures. Algunas canciones de estas sesiones aparecen en las compilaciones Watching the Dark y Live at the BBC.
Conway tocó la batería en Fairport Convention de 1998 a 2022, reemplazando a Dave Mattacks y ocasionalmente tocó para Pentangle. Después de 2006, Davies se reincorporó a Stevens, ahora conocido como Yusuf Islam. Conway también actuó junto a Alun Davies en un proyecto paralelo llamado Good Men in the Jungle, con la hija de Davies, Becky Moncurr.
Conway murió el 29 de marzo de 2024, a la edad de 76 años, después de haber sido diagnosticado de ELA en 2022. El miembro fundador de Fairport Convention, Simon Nicol, dijo de Conway: 

"Maravillosamente paciente y sabio, exasperantemente impuntual (!) pero siempre listo y ansioso por tocar, y bendecido con su propia calma y solidez interior, lo voy a extrañar más de lo que puedo decir".

 El exmiembro de Fairport, Iain Matthews, dijo: 

"Gerry se ha ido y no sé cómo me siento, excepto intensamente triste. Lo conocía menos que muchos [en el círculo de Fairport] pero volvimos mucho atrás. Tocó increíblemente en mi primer álbum, If You Saw Thro' My Eyes ... pura energía y espíritu de Gerry".

 Yusuf/Cat Stevens publicó en su página de Facebook: 

"Lamentablemente, mi gran baterista, Gerry Conway, acaba de fallecer. Qué muchacho, y qué ingenio y estilo. Que Dios le conceda la hermosa recompensa de la paz eterna".

## Discografía
Con Eclection
- Eclection (1968)

Con Steeleye Span
- Hark! The Village Wait (1970)

Con Fotheringay
- Fotheringay (1970)

Con Al Stewart
- Zero She Flies (1970)

Con Cat Stevens
- Teaser and the Firecat (1971)
- Catch Bull at Four (1972)
- Foreigner (1973)
- Buddha and the Chocolate Box (1974)
- Saturnight (1974)
- Numbers (1975)
- Back to Earth (1978)
- Majikat (2004)

Con The Bunch
- Rock On (1972)

Con Mike McGear
- Woman (1972)
- McGear (1974)

Con GRIMMS
- Rockin' Duck (1973)

Con Kate & Anna McGarrigle
- Entre la jeunesse et la sagesse (1980)

Con Jethro Tull
- The Broadsword and the Beast (1982)
- Crest of a Knave (1987)

Con Fairport Convention
- Rosie (1973) (Solo en tres canciones)
- The Wood and the Wire (1999)
- XXXV (2002)
- Over the Next Hill (2004)
- Sense of Occasion (2007)
- Festival Bell (2011)
- By Popular Request (2012)
- Myths and Heroes (2015)
- 50:50@50 (2017)
- Shuffle and Go (2020)

Con Richard Thompson
- Watching the Dark (Recopilación, 1993)
- Faithless (Grabado en 1985, publicado en 2004)
- Live at the BBC (Grabado a mediados de los 80, publicado en 2011)
- Live at Rockpalast (Grabado en 1984, publicado en 2017)
- Live at Rock City, Nottingham (Grabado en noviembre de 1986, publicado en 2020)

Con Iain Matthews
- If You Saw Thro' My Eyes (1971)